# Naprepa flexifera
Naprepa flexifera är en fjärilsart som beskrevs av William Schaus 1910. Naprepa flexifera ingår i släktet Naprepa och familjen silkesspinnare. Inga underarter finns listade i Catalogue of Life.